# طائفه صفرزائی
طائفه صفرزائی از طوائف قدیمی و ریشه دار آریایی. بلوچ است که
دارای بیش از هزار سال تاریخ مکتوب می باشد.
افراد این طائفه در سرتاسر ایران، بخش هایی از پاکستان و نیز افغانستان پراکنده هستند.
بیشترین جمعیت این طایفه در شهرستان زابل، تعداد زیادی در زاهدان حدود هفتصد خانوار در استان گلستان و نیز شماری در استان های یزد و خراسان پراکنده هستند.
برخی از افراد نامدار تاریخی وابسته به این طائفه عبارتند از:
- محمدخان بلوچ
- میرآدوخان
- ملا میرداد

تیره های طایفه صفرزائی:
طایفه صفرزایی دارای هفده تیره می باشد که این تیره ها عبارتند از:
1- اکبرزهی
2- پلی زهی
3- شاه بیک زهی 
4- میردادزهی
5- صمندرزهی
6- عارف زهی
7- سلیمان زهی
8- شاه محمدزهی
9- کمال زهی
10- نورمحمدزهی
11- دادخدازهی
12- عَلم زهی
13- محمدزهی
14- گرگین
15- غیث
16- احمد
17- شیرخان
نسب شناسان نسب نامه طایفه صفرزائی را بعد از میراحمد چنین بیان می‌کنند:
میراحمدابن سیدکریم شاه ابن سیدقطب الدین ابن سیدشاهک ابن سیدامیرحمزه رضی الله تعالی عنه. 
از بزرگان و ریش سفیدان درگذشته ی این طایفه می توان به مرحوم کدخدا عباس خان نورمحمد،مرحوم حاج مهردل، مرحوم عباس خان حسین خان، مرحوم حاج نادر فرزند ملاحسن،مرحوم حاج محمد نور فرزند ملاحسن، مرحوم کدخدا علیمراد فقیرمحمد و فرزندش مرحوم حاج سعید خان بلوچی، مرحوم حاج نازبیک، مرحوم ملا محمداعظم، مرحوم حاجی سنجر، مرحوم ملا غلام محمد، مرحوم غلامرسول و فرزندش مرحوم حاج میرزا تاج محمد، مرحوم حاج فضل احمدو... اشاره نمود. 
خاستگاه اصلی طایفه صفرزایی بخش میانکنگی سیستان و یا شهرستان هیرمند می باشد که محل سکونت عموم افراد این طایفه نیز در این منطقه و عموما در روستاهایی به نامهای روستای عبدالرحمان صفرزایی، روستای حاجی عباس خان صفرزایی و روستای نورمحمد صفرزایی می باشد.
در سالیان دور گروهی از افراد این طایفه  با زعامت مرحوم کدخدا علیمراد فقیرمحمد و برادرانش که در حال حاضر شامل خانواده های صفرزایی، بلوچی، بلوچ نسب (که همگی منتسب به طائفه صفرزایی نیز محسوب می شوند) به بخش پشت آب و بعضاً روستای الله آباد مهاجرت نمونده که از سالیان گذشته تا به امروز در این منطقه سکونت داشته اند. 